# I am Error
「I am Error」（我是错误）是红白机游戏《林克的冒险》英文版的一句台词。该台词出自鲁托镇名叫「Error」（错误）的村民。日文原版对应台词为“我的名字叫Error…”。

台词出自英文版《林克的冒險》

游戏中还有角色名叫「Bugu」，亦即软件Bug（程序错误）。计算机领域中，bug即程序代码中的缺陷，因此推测Error和Bug是意欲营造幽默氛围，即Error这一难以置信的角色名，是程序师的圈内玩笑。英语版将翻译为Error，而未将译出；因此许多玩家没有理解笑点，而把“I am Error”当作误译、错拼或报错信息。
“I am Error”成为红白机民间传说，2000年前后发展为早期网络梗。此后许多游戏，如《超级纸片马里奥》、《以撒的结合》、《墨西哥英雄大混戰》和《小马岛》，都引用了这句话。

## 出处
《林克的冒險》于1987年1月14日在日本发行，1988年末国际化。玩家在游戏中控制林克探索海拉尔，完成拯救塞尔达公主的使命。
在前期到达的鲁托镇中有位紫衣胡须男，林克来到他家并走近他时，他会说：“I AM ERROR”（我是错误）。Error初期仅有这一句台词。当玩家来到港镇米多时，镇中一男子会建议林克，“宫殿之事可问鲁多镇的Error”。此后再回到Error处，将获知进入游戏第三迷宫，即神岛神殿的线索。

## 分析
许多玩家对于这句隐晦的话感到不解，以为这是误译或游戏故障，但这与台词的日文原文“Ore no na wa Erā da...”矛盾，所以英文版的翻译并无错误。该句亦可译为无歧义的“我的名字是Error…”。
对于Error一名的由来，任天堂官方未做解释，但一般认为，这是游戏程序师的圈内玩笑。除Error外，游戏中另有一角色叫Bugu，亦即Bug（程序错误）。Bug住在Error附近，鲁多镇南方森林的隐秘小屋中。Error和Bug除了衣服一紫一红外，其他外貌都相同。由此可以假设，某位开发人员出于幽默，将两角色称作Error和Bug。然而英文版翻译时，将正确翻译为Error，却未将翻译成Bug。《官方任天堂杂志》就此评论：“Bugu一名本应翻译成Bug，结果却翻译错了，于是在现实中，他就成了错误。就是如此。”
翻译克莱德·曼德林称，“I am Error”这句话常被误解为错译，甚至被当成“早期红白机游戏一大误译”，然而这并不是事实。也有人误将Error当作错拼，以为应改作Errol（埃罗尔）。1980、90年代的早期游戏中，充斥误译和蹩脚的英文语句（“Engrish”），初代《塞尔达传说》也不例外，或许因为如此，“I am Error”常被当成误译或错拼。

## 影响
2000年前后，“I am Error”成为早期网络梗。芝士汉堡公司创办人本·休称，《零翼战机》（1989）的“All your base are belong to us”爆红后，人们又从老游戏中发掘出一系列“Engrish”，其中就包括“A Winner is You”（“获胜者是你”，语出红白机游戏《职业摔角》）和“I am Error”。“All your base”据信于1998年挖出，2000-2001年人气飙升，“I am Error”成为梗的时间据此可见一斑。
虽然Error只是非玩家角色（NPC）中的配角，但在红白机民间传说中占有一席之地，并多次为媒体提及。VideoGamer的叶米利·格拉在榜单“最古怪的游戏角色名”中称，Error“可能是史上最有名的配角之一”。GamesRadar+在40條廣為流傳的遊戲語錄中，收录了Error的这句话。GameSpot在分析电子游戏劣译的文章中，误称这句话是“怪异翻译”。在IGN的最烂游戏台词中，“I am Error”位列第二。编辑戏言，Error之神秘“堪比大腳怪和尼斯湖水怪”。The Escapist的布雷特·斯特布勒称，Error是“游戏幽默学的带头人”，并以该台词作为文章副标题。任天堂人生评论《恶魔城II 诅咒的封印》时，将游戏含混不清的翻译称作“‘I AM ERROR’风格的脚本”。
2012至2015年前后，任天堂英国官方网站404页面提示文字为“I AM ERROR”，并显示角色画面。2014年E3电子娱乐展中，任天堂树屋直播《任天堂明星大亂鬥3DS/Wii U》出现技术问题时，显示了“I am Error”场景改编的错误页面。2019年E3任天堂树屋直播第二日，E3南厅短暂断电时，显示了“I AM ERROR”的技术问题画面。
“I am Error”亦获其他游戏援用。《超级纸片马里奥》（2007）中，一机械龙头目名为Fracktail，其系统一度被破坏，以至说出古怪台词，其中一句为“我是错误。请按任意键重启。”《墨西哥英雄大混戰》（2013）和《奇诺冲突II》（2013）中都有一项成就叫“I AM ERROR”。《考古学家：冠军》（2010）中也出现了这句话。游戏设计师埃德蒙·麦克米伦的两款游戏，《Time Fcuk》和《以撒的结合》，都引用了这句话。《Splatoon 2》（2017）中，珍珠的复古队在Splatfest赛事上输给玛丽娜的现代队时，会说出“I AM ERROR”。
麻省理工学院出版社2015年出版了红白机平台研究书籍，题为“I Am Error”。